# Coix puellarum
Coix puellarum är en gräsart som beskrevs av Benedict Balansa. Coix puellarum ingår i släktet tårgräs, och familjen gräs. Inga underarter finns listade i Catalogue of Life.